# ایمی گراهام
ایمی گراهام (انگلیسی: Aimee Graham؛ ۲۰ سپتامبر ۱۹۷۱ – ) یک هنرپیشه اهل ایالات متحده آمریکا بود. وی از سال ۱۹۹۱ میلادی تاکنون مشغول فعالیت بوده است.
او خواهرِ کوچک هدر گراهام است.

## گزیدهٔ آثار

### سینما
- Allnighter (2023)
- قصر ویران‌شده (۱۹۹۹)
- جکی براون (۱۹۹۷)
- از گرگ‌ومیش تا سحر (۱۹۹۶)

### تلویزیون
- سی‌اس‌آی (۲۰۰۶–۲۰۰۵)
- بخش فوریت‌های پزشکی (۱۹۹۸)